# Main Event der World Series of Poker 1998
Das Main Event der World Series of Poker 1998 war das Hauptturnier der 29. Austragung der Poker-Weltmeisterschaft in Las Vegas.

## Turnierstruktur
Das Hauptturnier der World Series of Poker in No Limit Hold’em startete am 11. Mai und endete mit dem Finaltisch am 14. Mai 1998. Ausgetragen wurde das Turnier im Binion’s Horseshoe in Las Vegas. Die insgesamt 350 Teilnehmer mussten ein Buy-in von je 10.000 US-Dollar zahlen, für sie gab es 27 bezahlte Plätze. Beste Frau war Susie Isaacs, die den zehnten Platz für 40.000 Dollar belegte.

## Finaltisch

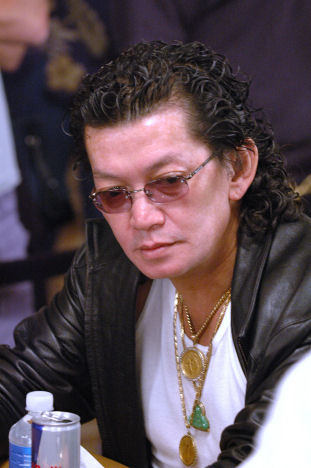
Scotty Nguyen (2006)

Der Finaltisch wurde am 14. Mai 1998 ausgespielt. In der finalen Hand gewann Nguyen mit J♦ 9♣ gegen McBride mit Q♥ 10♥.
| Platz | Herkunft               | Spieler        | Preisgeld (in $) |
| ----- | ---------------------- | -------------- | ---------------- |
| 1     | Vereinigte Staaten     | Scotty Nguyen  | 1.000.000        |
| 2     | Vereinigte Staaten     | Kevin McBride  | 0.687.500        |
| 3     | Vereinigte Staaten     | T. J. Cloutier | 0.437.500        |
| 4     | Vereinigte Staaten     | Dewey Weum     | 0.250.000        |
| 5     | Vereinigte Staaten     | Lee Salem      | 0.190.000        |
| 6     | Vereinigtes Konigreich | Ben Roberts    | 0.150.000        |